# Zojirushi
Zojirushi (象印マホービン株式会社, Zōjirushi Mahōbin kabushiki-gaisha), mondialement Zojirushi Corporation, est un fabricant japonais de petits électroménagers, dont des bouteilles isothermes, cuiseurs à riz et bouilloires électriques basé dans l'arrondissement de Kita, à Osaka. L'entreprise fait partie du Midori-kai (ja), aujourd'hui connu sous le nom de Sanwa Group.

## Histoire
En 1918, les frères Ichikawa Kinzaburō et Ginzaburō fondent une entreprise appelée Société des frères Ichikawa (市川兄弟商会, Ichikawa Kyōdai Shōkai) et commencent à fabriquer des bouteilles isothermes. Quelques années après la Seconde Guerre mondiale, en 1948, leur entreprise est reconnue par le gouvernement, ce qui leur permet d'augmenter la production. Ils changent de nom en 1953 pour Kyōwa Mahōbin (協和魔法瓶, Kyōwa Mahōbin). Un nouveau nom et logo sont choisis, car l'éléphant est un symbole qui pourrait être facilement reconnaissable lorsqu'ils étendent leur commerce en Asie du Sud-Est, en plus du fait que l'éléphant était un animal sacré et un synonyme de longévité. Le nom ELEPHANT&CROWN a été enregistré comme marque et est resté jusqu'en 1958. En 1961, le nom actuel est adopté. En 1972, Zojirushi entre à la bourse d'Osaka dans le groupe 2. Zojirushi a beaucoup étendu ses ventes dans le reste du monde dans les dernière décennies, notamment aux États-Unis, et en Chine, où ils ont débuté en 2003.
Le 16 juillet 2013, l'entreprise entre à la bourse de Tokyo, dans le deuxième groupe, les deux bourses étant devenues reliées. En 2016, Zojirushi ouvre son grand magasin, le Zōjirushi Shokudō (象印食堂, Zōjirushi Shokudō). Le 5 février 2018, Zojirushi entre finalement dans le premier groupe de la bourse de Tokyo.

## Produits

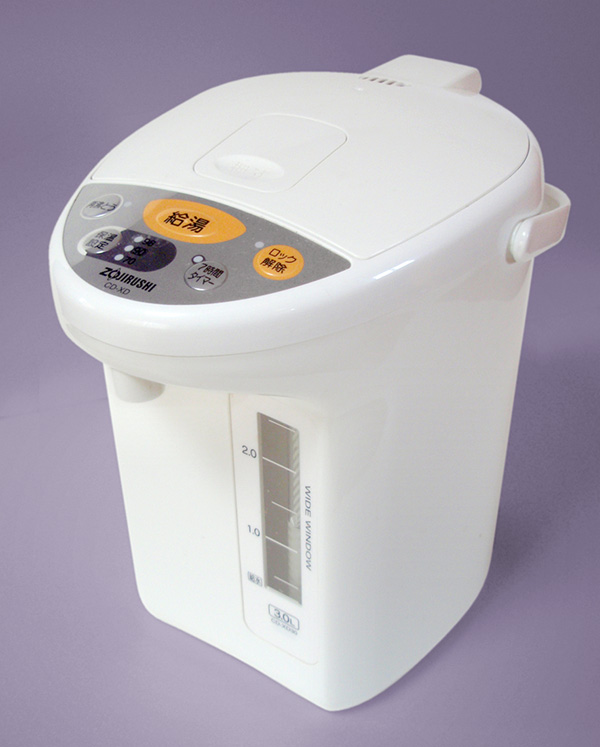
Bouilloire électrique Zojirushi.

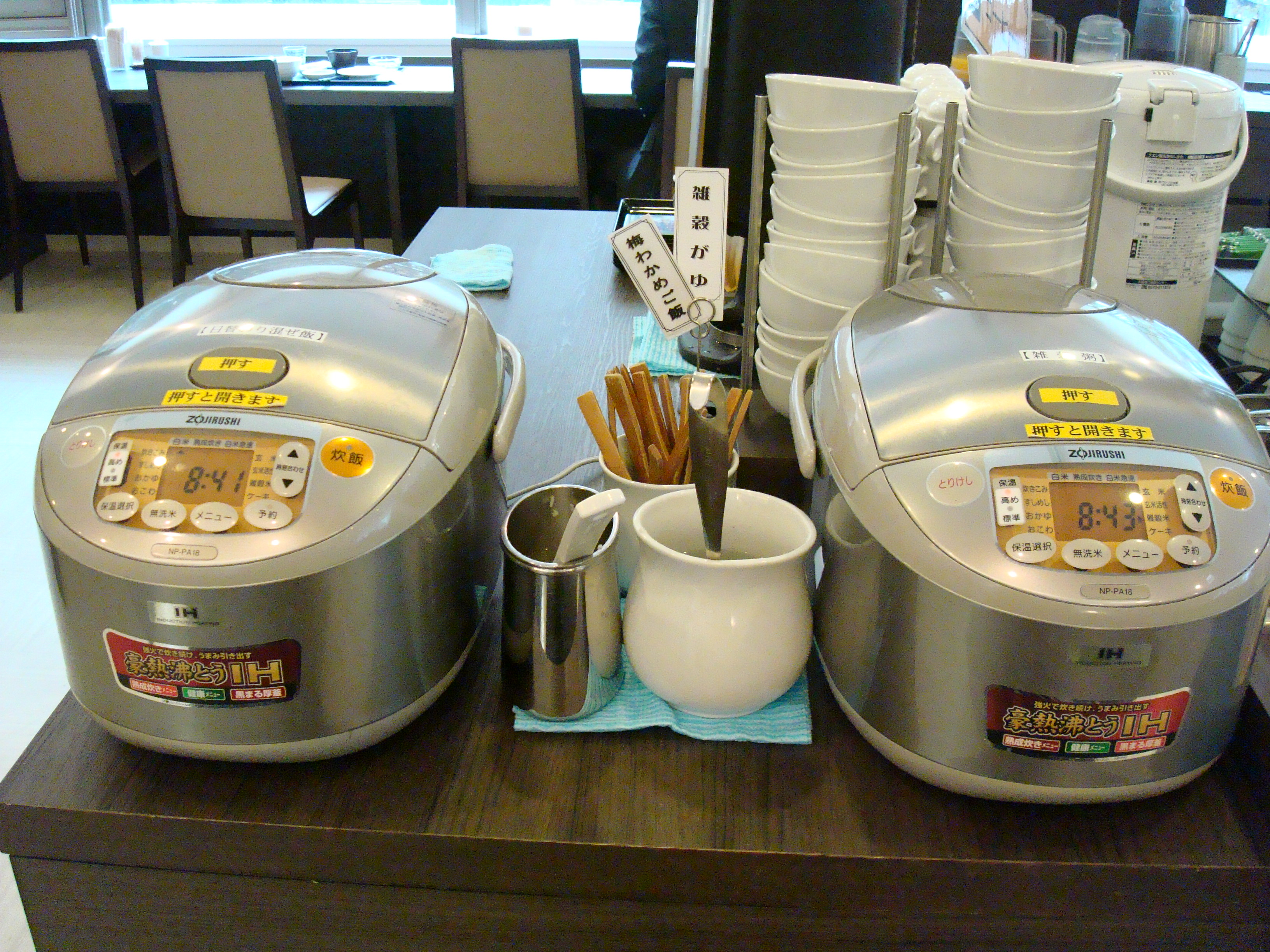
Cuiseurs à riz Zojirushi.

- Bouilloires électriques
- Cuiseurs à riz[7]
- Bouteilles isothermes
- Distributeurs d'eau chaude (en)
- Machines à pain

## Publicités
En 1998, Zojirushi créé une publicité télévisée dans laquelle sept éléphants sont en train de tenir une conférence. La publicité a utilisé de vrais éléphants qui ont été emmenés dans la salle. Le tournage pour la séquence de quinze secondes a pris 28 heures.
Leur mascotte est un petit éléphant, qu'ils utilisent depuis 1923. La mascotte actuelle a été dessinée par l'illustrateur Hajime Anzai (ja).